# 高知健康科学大学
高知健康科学大学（こうちけんこうかがくだいがく、英語:  University of Kochi Health Sciences）は、高知県高知市大津に設置されている私立大学である。

## 概観
理学療法士、作業療法士を養成する専修学校、土佐リハビリテーションカレッジを前身として2024年4月に開学した。

## 沿革
開学に至るまでの沿革については、前身校である
土佐リハビリテーションカレッジ#沿革を参照のこと。
- 2023年10月25日 - 文部科学省から高知健康科学大学の設置が認可される[1]。
- 2024年4月 - 開学[2]。

## 基礎データ

### 所在地
高知市大津乙2500番地2 

#### 学部
- 健康科学部
  - 理学療法学専攻
  - 作業療法学専攻

## アクセス
- とさでん交通後免線新木停留場下車、徒歩約3分[3]
- 校舎の北側には、高知公共職業安定所（ハローワーク高知）がある[3]。

## 公式サイト
- 高知健康科学大学